# 趙徳全
趙 徳全（ちょう とくぜん）は清末民初の軍人。貴州辛亥革命を指導した人物の1人である。字は純臣。

## 事跡
20歳で湖北軍に加わる。1904年（光緒30年）、貴州新軍に移動し、隊官に任ぜられた。
1911年（宣統3年）10月、武昌起義を契機に辛亥革命が勃発すると、趙は新軍内で同志と蜂起の準備を開始し、その集団の代表に選ばれている。11月3日、陸軍学堂学生の蜂起をきっかけに新軍・革命派が蜂起し、翌日には貴州軍政府が成立した。貴州軍政府の都督には貴州陸軍小学総弁の楊藎誠が推戴され、趙は副都督に任ぜられている。まもなく、楊は湖北の黎元洪救援のため北伐に向かい、趙が代理都督となった。
しかし貴州軍政府内では、趙徳全らの新軍、張百麟らの革命派のグループと、任可澄らの立憲派、劉顕世らの旧軍のグループとの間で激しい対立が生じていた。そして任・劉らは、翌1912年（民国元年）3月、唐継尭率いる滇軍（雲南軍）を貴陽に招きいれ、張・趙らのグループを粛清してしまったのである。
趙徳全は貴陽から逃亡したものの、翌月になって修文県において雲南軍に捕縛、殺害されてしまった。享年31。